# Lisa Kemmerer
Lisa Kemmerer (Offenbach del Meno, 2 de mayo de 1990) es una deportista alemana que compitió en remo. Ganó una medalla de plata en el Campeonato Europeo de Remo de 2013, en la prueba de ocho con timonel.

## Palmarés internacional
| Campeonato Europeo | Campeonato Europeo | Campeonato Europeo | Campeonato Europeo |
| Año                | Lugar              | Medalla            | Prueba             |
| ------------------ | ------------------ | ------------------ | ------------------ |
| 2013               | Sevilla (España)   | Medalla de plata   | Ocho con timonel   |